# Corneliu Marin
Corneliu Marin, mai cunoscut ca Cornel Marin (n. 19 ianuarie 1953, București) este un scrimer român specializat pe sabie, dublu laureat cu bronz pe echipe la Montreal 1976 și Los Angeles 1984.
A fost crescut la ACS Viitorul București sub îndrumarea antrenorului Lucian Glișcă, apoi s-a transferat la CSA Steaua, unde a fost pregătit de Dumitru Mustață. A participat la trei ediții ale Jocurilor Olimpice: Montreal 1976, Moscova 1980 și Los Angeles 1984. A fost de trei ori campion național în 1976, 1983 și 1985. Pentru realizările sale a fost numit Maestru al sportului în 1971 și Maestru emerit al sportului în 1981. După ce s-a retras din competiție în anul 1985 a devenit antrenor la CSA Steaua.

## Distincții
- Ordinul „Meritul Sportiv” clasa a III-a (18 august 1976) „pentru rezultatele deosebite obținute la Jocurile olimpice de vară de la Montreal – 1976, precum și pentru contribuția adusă la dezvoltarea activității sportive și la creșterea prestigiului sportului românesc pe plan internațional”[4]